# كريم باوي
كريم باوي (بالفارسية: کریم باوی) هو لاعب كرة قدم إيراني في مركز الهجوم، ولد في 30 ديسمبر 1964 في عبادان في إيران. شارك مع منتخب إيران لكرة القدم. أما مع النوادي، فقد لعب مع النادي العربي ونادي برسبوليس ونادي شاهين طهران.